# A Canção da Minha Vida
A Canção da Minha Vida foi um programa televisivo apresentado por Isabel Angelino entre os dias 22 de Julho e 9 de Setembro de 2006 na emissora portuguesa RTP1. A proposta era a de que, através da votação dos espectadores, fosse criado um ranking com as 35 canções mais significativas para os portugueses. De Amália aos Xutos & Pontapés, de Paulo de Carvalho aos Da Weasel, do Quarteto 1111 a Rui Veloso, o programa foi sendo transmitido durante oito finais de semana e a canção vencedora acabou sendo Cinderela, de Carlos Paião.

## Audiência
Os oito programas tiveram em média 6.6% de audiência e 22.2% de share, não muito diferente do programa de estréia, que registou 6.6% de audiência média e 21.9% de share.. A final alcançou 7.7% de audiência média e 25.6% de share e a 20 de Agosto, domingo o concurso registou a melhor audiência média com 7.8% e 25.15 de share.